# Springfield (hrabstwo Dane)
Springfield – miasto w Stanach Zjednoczonych, w stanie Wisconsin, w hrabstwie Dane.